# Yemi Alade
Yemi Eberechi Alade (Abia, 13 marzo 1989) è una cantautrice, personaggio televisivo e attivista nigeriana.

## Biografia
Yemi Alade è salita alla ribalta nel 2008, vincendo il talent show Peak Talent Show e firmando per la Effyzzie Music Group. Nel 2014 è stato pubblicato il suo album di debutto King of Queens, promosso da una grande tournée nel continente africano. L'anno successivo è stata candidata agli MTV Europe Music Awards nella categoria Miglior artista africano, diventando la prima artista nigeriana a riuscirci. Nel 2017 ha vinto un Independent Music Award grazie al disco Mama Africa.
Successivamente ha pubblicato gli album Black Magic e Woman of Steel. Nel 2020 è tornata come coach a The Voice Nigeria ed ha realizzato il disco Empress, accolto positivamente dalla critica.

## Discografia

### Album in studio
- 2014 – King of Queens
- 2016 – Mama Africa
- 2017 – Black Magic
- 2019 – Woman of Steel
- 2020 – Empress
- 2021 – Queendoncom
- 2022 – African Baddie
- 2024 – Rebel Queen

### EP
- 2017 – Mama Afrique
- 2021 – Queendoncom
- 2022 – African Baddie
- 2023 – Mamapiano

### Singoli
- 2023 – Lipeka (con Innoss'B)